# Жаргалант (Орхон)
Жа́ргалант (монг. Жаргалант) — сомон аймака Орхон в северной части Монголии.